# Sorbus ×tomentella
Espèce
Sorbus ×tomentella est une espèce de plantes à fleurs de la famille des Rosaceae. C'est un arbre naturellement hybride entre Sorbus aria et Sorbus torminalis.

## Synonymes
- Sorbus sarcocarpa Gand.
- Sorbus ×vagensis Wilmott
- Sorbus ×confusa, sensu P.Fourn.
- Sorbus ×confusa var. ovalifolia Rouy & E.G. Camus
- Sorbus ×intermedia, sensu F.Vernier
- Sorbus semiincisa sensu F.Vernier

## Phytosociologie
Sorbo ariae subsp. ariae - Quercetalia pubescentis subsp. pubescentis Gillet 1986 em. Julve 1991 ex 1993.
Bois caducifoliés médioeuropéens, basophiles, oligotrophiles, planitiaires à subméditerranéens.